# Madarász község
Madarász község (románul: Comuna Mădăras) község Bihar megyében, Romániában. Központja Madarász, beosztott falvai Jánosd, Marciháza, Oláhhomorog.

## Népessége
A 2011-es népszámlálás adatai alapján a község népessége 2828 fő volt.